# Gilberto Chocce

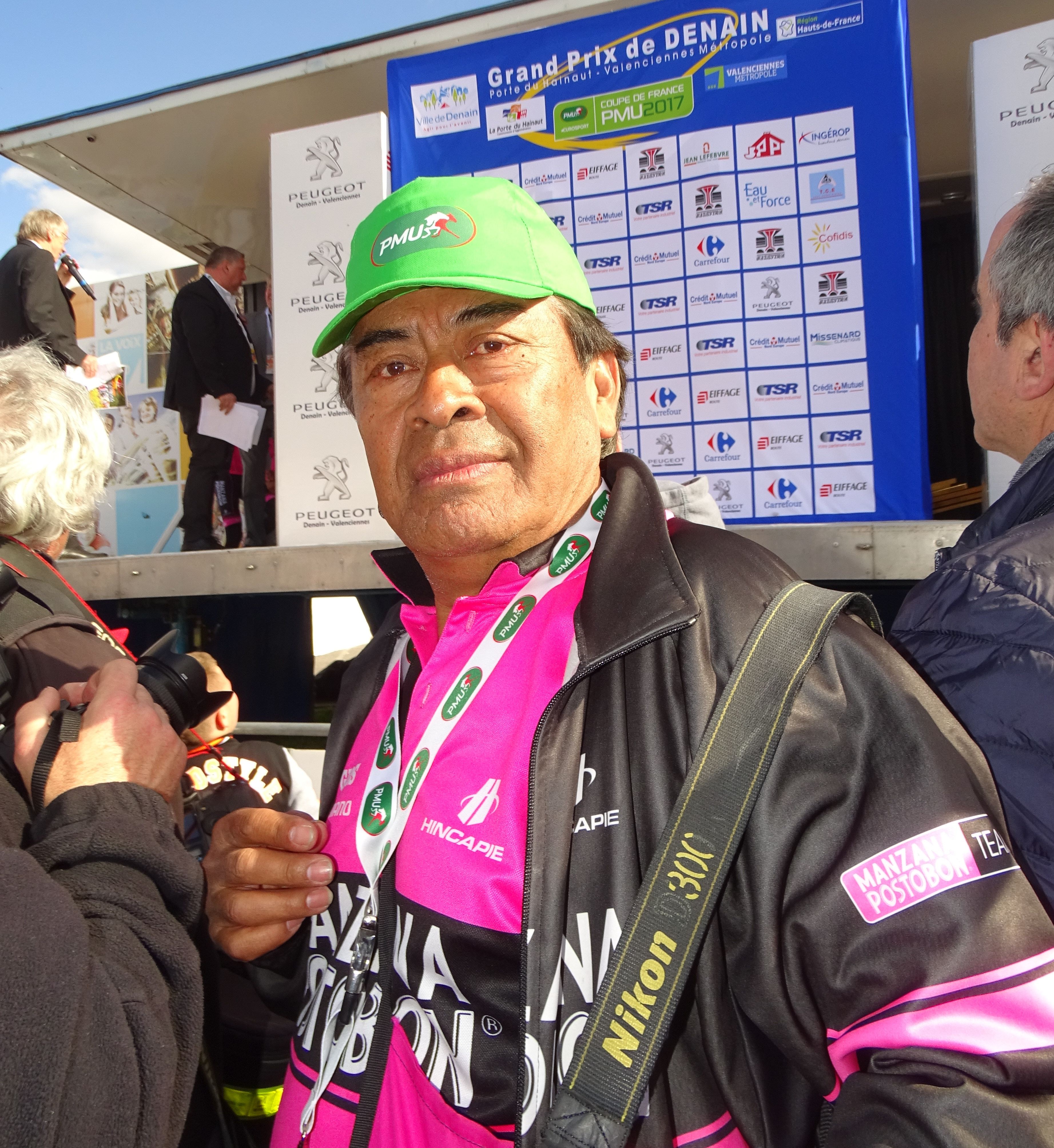
Gilberto Chocce

Gilberto Chocce (* 22. März 1950 in Tacna) ist ein ehemaliger peruanischer Radrennfahrer.

## Sportliche Laufbahn
Chocce war im Straßenradsport aktiv. Er war Teilnehmer der Olympischen Sommerspiele 1972 in München. Im Mannschaftszeitfahren belegte der Vierer aus Peru mit Bernardo Arias, Gilberto Chocce, Fernando Cuenca und Carlos Espinoza den 30. Rang. Im olympischen Straßenrennen schied er beim Sieg von Hennie Kuiper aus dem Rennen aus.